# Briciole (Ginevra)
Briciole è un singolo della cantante Italiana Ginevra, pubblicato il 15 aprile 2022 come secondo estratto dal primo album in studio Diamanti.

## Tracce
Testi di Ginevra Lubrano, musiche di Daniele Mungai, Daniele Dezi, Francesco Fugazza e Marco Fugazza.
1. Briciole – 3:13